# 土耳其貨幣和債務危機 (2018年至今)
土耳其貨幣和債務危機（土耳其語：Para Birimi ve Borç Krizi）是土耳其的一個始于2018年且正在發酵的金融危機，及由于金融傳染造成的國際影響。其特徵是土耳其里拉貶值、高通货膨胀率、借貸成本上升，贷款违约也相應增多。這場危機的原因是土耳其經濟過度的經常收支赤字和外幣債務，加上總統雷杰普·塔伊普·埃尔多安的威權主義傾向及其非正統的利率政策觀念。
雖然危機突出表現於貨幣大幅貶值，但後期階段的特點是債務違約，然後是經濟萎縮。通脹率達到了兩位數，滯脹隨之到來。

## 背景

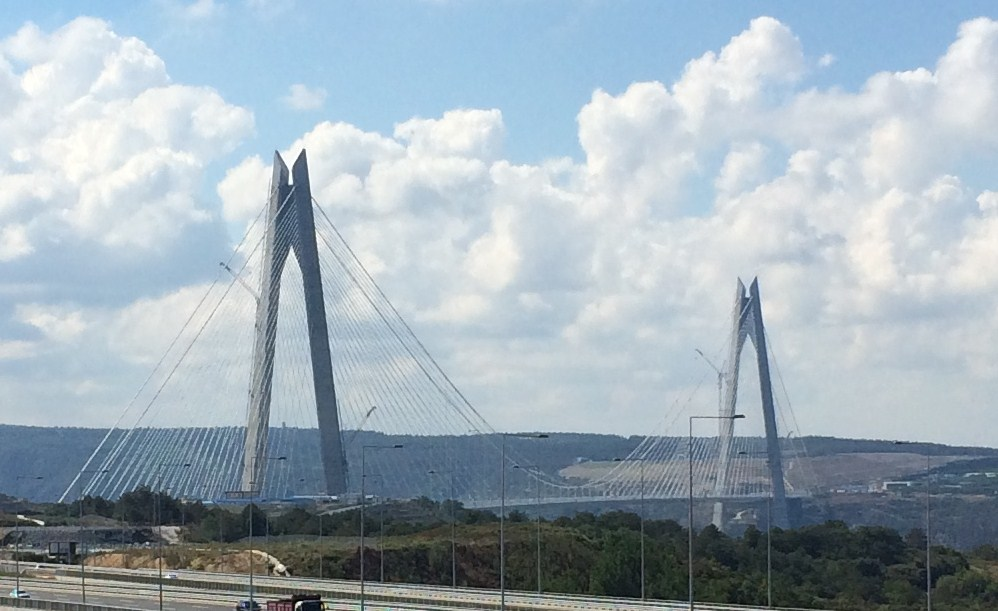
之前的經濟增長主要來自財政和貨幣刺激的建築行業，導致出現新房庫存積壓以及像亚武兹苏丹塞利姆大桥這樣難以盈利的大項目。

低儲蓄率是土耳其經濟長期以來的特點。自雷傑普·塔伊普·埃爾多安接管政府以來，土耳其一直存在巨額且不斷增長的經常賬戶赤字，2016年為331億美元，2017年為473億美元，單計2018年1月已經達到71億美元，12個月內赤字則攀升至516億美元，是世界上最大的經常賬戶赤字之一。經濟依賴資本流入為私營部門過剩提供資金，同時土耳其的銀行和大公司債台高築，並且大多數是外幣。在這種情況下，土耳其每年必須找到大約2000億美元來填補其鉅額的經常賬戶赤字和到期債務，同時始終面臨資金流入枯竭的風險；然而該國的外匯儲備總額僅為850億美元。
自2008年以來，這些趨勢背後的經濟政策越來越多地由埃爾多安進行微觀管理，尤其是自2013年以來，其主要關注建築業、國家訂購合同和刺激措施，同時卻忽視教育和研發。這些政策的動機，據土耳其主要商協會土耳其工商業協會秘書長稱，是埃爾多安自2008年金融危機以來土耳其工商业协会對西方式資本主義失去信心。埃爾多安常將氣派的高層建築、龐大的基礎設施和高增長率和「進步」聯繫在一起，並沒有意識到土耳其的增長模式過於依賴消費者支出以及政府投資的基礎設施和建設項目，這些項目是由投機性的資金流，而不是持續的私人投資和出口資助的。
投資流入在危機前期已經在下降，其原因包括埃爾多安煽動與此類資金流的主要來源國（如德國、法國和荷蘭）之間的政治分歧，土耳其政府在平定政變後對一些與2016年政變僅有微小關連的人士沒收財產的做法打擊了外資對土國法治的信心，以及里拉貶值可能侵蝕投資者利潤空間的擔憂。埃爾多安政府威權主義之下對財經分析自由、真實的報導的打壓也是外資流入減少的另一原因。根據最新數據，2017年1月至5月期間，外國投資組合投資者為土耳其175億美元的經常賬戶赤字提供了132億美元的資金。在今年同期，他們僅為鉅額的273億美元赤字籌集了7.63億美元。
截至2017年底，土耳其的企業外幣債務自2009年以來增長了一倍以上，扣除其外匯資產後達到2140億美元。截至2017年底，土耳其的公共和私人外債總額為4532億美元。截至2018年3月，公共和私人外債1818億美元將在一年內到期。3月初非居民持有的國內股票為533億美元，5月中旬為396億美元，3月初非居民持有的國內政府債券為320億美元，5月中旬為247億美元。截至2018年7月13日，土耳其股票、政府債券和企業債務的總體非居民所有權從2017年8月的920億美元急劇下降至530億美元。

## 總統對央行的干預
| 年   | 匯率   |
| ---- | ------ |
| 2005 | 1.344  |
| 2006 | 1.428  |
| 2007 | 1.303  |
| 2008 | 1.302  |
| 2009 | 1.550  |
| 2010 | 1.503  |
| 2011 | 1.675  |
| 2012 | 1.796  |
| 2013 | 1.904  |
| 2014 | 2.189  |
| 2015 | 2.720  |
| 2016 | 3.020  |
| 2017 | 3.648  |
| 2018 | 4.828  |
| 2019 | 5.674  |
| 2020 | 7.009  |
| 2021 | 8.850  |
| 2022 | 16.549 |

土耳其的貨幣供應量自2014年以來年增長率為16%；自2016年起，增長率達到18%。相比之下，經濟學家史蒂夫·漢克（Steve Hanke）根據正統經濟理論計算的貨幣供應量年增長率不超過13％，才能應對中央銀行5%的通貨膨脹目標。 這些寬鬆貨幣政策導致土耳其遭遇了比其他新兴市场更高的通货膨胀率。2017年10月，通貨膨脹率為11.9％，是自2008年7月以來的最高水平。2018年，里拉的匯率加速加速惡化，到3月底達到4.0美元/里拉，在5月中旬達到4.5美元/里拉並在一週後達到4.9美元/里拉，8月初達到5.0美元/里拉，中旬達到6.0甚至7.0美元/土耳其里拉。經濟學家們認為，其加速貶值與雷杰普·塔伊普·埃尔多安阻止土耳其共和國中央銀行作出必要調整有很大關係。
埃爾多安聲稱超出他控制的利率是「萬惡之父母」， 並5月14日彭博新聞社的採訪中提出了一套非正統的利率理論，他說「央行不能如此特立獨行並無視總統的指令」 總統對央行的干預在國際投資領域引起了土耳其「教科書式的制度衰落」（textbook institutional decline）的預期，同時埃爾多安越來越依賴對他忠誠的，而非有資質和經驗的政治家。埃尔多安長期以來也發表過一些伊斯兰主义的講話，認為基於利率的銀行業是「伊斯蘭禁忌」和「死路一條」。他還曾將加息稱作是「叛國」。多名土耳其央行行长因试图坚持正统经济学，反对降息政策，而在不到两年的时间里被解雇三次。
英國《金融時報》援引主要新興市場金融分析師蒂莫西·阿什（Timothy Ash）的話報導：“土耳其擁有強大的銀行、健康的公共財政、良好的人口結構、親商業的文化，但過去四到五年來一直被非正統和寬鬆的宏觀經濟管理所破壞。”截至6月中旬，倫敦分析師表示，對現任政府，土耳其應當在中央銀行外匯儲備減少之前尋求國際貨幣基金組織的貸款，因為這將增強央行抗衡埃爾多安的力量，並幫助恢復投資者對土耳其經濟政策穩健性的信心。
經濟學家保羅·克魯格曼將這場正在發生的危機稱為“經典的貨幣與債務危機，是我們見過許多次的那種”，並補充說：“在這種時候，領導的品質變得非常重要。你需要明白正在發生甚麼、可以對策並且在市場中有足夠信用的官員。一些新興市場具備這些，他們順利地擺脫震盪。而埃爾多安政權一無所有。”
2023年土耳其大选期间，埃爾多安坚持自己的口号，即只要他执政，利率就会保持在低位；而反对派则承诺扭转埃爾多安对低利率的关注。但仅在埃爾多安于2023年5月28日连任数天后的2023年6月22日，土耳其共央行行长哈菲泽·盖伊·埃尔坎便将土耳其的主要利率从8.5％上调至15％，扭转了埃尔多安的非正统经济政策之一。

## 過程

土耳其里拉對歐元加速貶值，並在2018年初跌破5里拉兌1歐元。

2018年7月26日，美國總統唐納·川普在推特表示鑒於土耳其政府長期無理關押美國牧师安德魯·布倫森，將會對土耳其實施重大制裁。
2018年8月9日，埃爾多安呼籲他的支持者無需擔憂，他宣稱雖然外國投資者有美元，但是土耳其有人民和真主。
2018年8月10日，川普在推特宣佈對土耳其出口到美國的鋼和鋁分別徵收50%和20%關稅後，土耳其里拉跌勢加劇。
單單在2021年，在埃爾多安更換央行行長，並將利率由19%降至14%後，土耳其里拉兌美元匯率較2020年已下跌了45%。而土耳其中央銀行迫于政治压力卻大幅降息。12月20日，土耳其總統埃尔多安表示，土耳其當局會为該國國民储蓄因里拉贬值而蒙受的损失提供补偿。此外政府还會大幅提高个人养老金的补贴。